# Arquivos Brasileiros De Cardiologia
Arquivos Brasileiros De Cardiologia is een internationaal, aan collegiale toetsing onderworpen wetenschappelijk tijdschrift op het gebied van de cardiologie.
De naam wordt in literatuurverwijzingen meestal afgekort tot Arq. Bras. Cardiol.
Het wordt uitgegeven door de Sociedade Brasileira de Cardiologia.